# Ali Ghandour
Ali Ghandour (* 1983 in Casablanca) ist ein deutsch-marokkanischer muslimischer Theologe und Buchautor. Zu seinen Forschungsschwerpunkten gehören Praktische Theologie, Sufismus und Sexualforschung.

## Leben
Ghandour stammt aus einer Anwaltsfamilie und ist in Casablanca geboren und aufgewachsen. Nach seinem Schulabschluss kam er zum Studium nach Deutschland. Er studierte von 2004 bis 2009 an der Universität Leipzig Arabistik und Politikwissenschaft mit Schwerpunkt Islamwissenschaft. Von 2012 bis 2017 wurde er in der Islamischen Theologie im Rahmen des Graduiertenkollegs Islamische Theologie an der Universität Münster promoviert. Er studierte außerdem von 2014 bis 2017 am Tibetischen Zentrum Hamburg den systematischen Buddhismus. Seitdem war er Wissenschaftlicher Mitarbeiter am Institut für Islamische Theologie an der Universität Münster.

## Theologische Positionen

### Glaubenslehre
Ghandour verortet sich in der Tradition der sunnitischen Sufis. Aus seinen theologischen Texten zu Ibn Arabi geht hervor, dass er die Lehre von wahdat al-wujud, wie sie von Ibn Arabi und seinen Anhängern konzipiert wurde, vertritt.

### Praktische Theologie
Als praktischer Theologe setzt er sich dafür ein, die Disziplin für tabuisierte und vernachlässigte Bereiche zu öffnen, wie etwa die Seelsorge mit LGBTQ-Muslimen oder Menschen in Glaubenskrisen. Im Jahr 2021 erhielt er ein Forschungsstipendium von der Akademie für Islam in Wissenschaft und Gesellschaft (AIWG) für sein Projekt "LGBTQQIA in der muslimischen Seelsorge".
In seiner Arbeit betont Ghandour die Bedeutung der Erforschung gelebter Religion als Gegenstand der praktischen Theologie. Er kritisiert die Text- und Gelehrtenzentriertheit in der Theologie. Denn sie vermittelt nur ein verzerrtes Bild dessen, wie Glaube und Religion im Leben der Menschen Gestalt annehmen. In seinen Arbeiten wirft er auch einen kritischen Blick auf die Hierarchien, die dadurch zwischen Gelehrten und Laien entstehen.

### Normenlehre
In Anlehnung an Fachr ad-Dīn ar-Rāzī und andere vormoderne Theologen sowie moderne Theologen nimmt er eine skeptische Haltung gegenüber Textquellen ein.
Als Text können der Koran oder die Hadithe kein absolutes Wissen vermitteln, sondern nur mehrdeutiges und vor allem hypothetisches Wissen. Die Konstituierung von Überzeugungen und Gewissheiten erfolgt daher mit Hilfe anderer Erkenntnismittel, wie der Empirie oder der Vernunft. Er argumentiert, dass Schüler im Religionsunterricht die Kompetenz erlernen sollten, mit Mehrdeutigkeiten in der Religion umzugehen.

## Sexualforschung

### Lust und Gunst
Sein erstes Buch über die Geschichte der Sexualität in muslimisch geprägten Gesellschaften wurde 2015  veröffentlicht und 2017 ins Englische übersetzt. Darin untersucht er den Umgang muslimischer Gelehrter mit Sex und Erotik in der Vormoderne:

„Die vorliegende Arbeit versucht, Einblicke und Eindrücke aus verschiedenen Epochen zwischen dem 7. bis zum 19. Jh. zu vermitteln, um erstens die Dynamik der muslimisch geprägten Gesellschaften zu veranschaulichen, denn es herrscht die Wunschvorstellung, dass die Muslime früher ein ideales Leben geführt hätten und zweitens um das Bild eines „islamischen“ Ideals zu dekonstruieren. Es ist die Suche nach diesem Ideal, die uns hindert, die Vielfalt und den Wandel des Lebens zu realisieren. Es wäre deswegen falsch, sich zu fragen, inwieweit die frühen Vorstellungen der muslimischen Gelehrten und der Muslime allgemein einem vermeintlichen Idealbild des Islams entsprachen. Denn so ein Ideal gab es einfach nicht. Vielmehr gab es eine Reihe von Idealen und Diskursen, die asynchron parallel verliefen und nebeneinander existierten und die alle den Anspruch erhoben, ein Teil des Islams zu sein.“

Der Schwerpunkt dieser Studie lag auf den Werken von Ǧalāl ad-Dīn as-Suyūṭī (gest. 1505). In dieser ersten Schrift versuchte er, eine Grundlage für spätere Forschungen zu schaffen. Vor allem machte er auf den Kontrast zwischen der Zeit vor dem 19. Jahrhundert und der Zeit danach aufmerksam. Auf den Wandel, der sich im Zuge der Moderne vollzog, ging er in dieser Arbeit jedoch nicht ein.

### Liebe, Sex und Allah: Das unterdrückte erotische Erbe der Muslime
In seiner Monografie "Liebe, Sex und Allah" (2019), erschienen bei C.H.Beck, gibt er einen breiten Überblick über die Sexualität und ihre Geschichte in muslimisch geprägten Gesellschaften. Dabei untersuchte er die verschiedenen Beziehungsformen, die Muslime kannten, wie Monogamie, Polygamie und zeitlich begrenzte Ehen sowie gleichgeschlechtliche Beziehungen, und versuchte auch, die historischen Wurzeln gängiger theologischer Auffassungen aufzuzeigen. Ferner befasste er sich in diesem Werk mit Prostitution, Homoerotik sowie der Verarbeitung des Themas Sex und Erotik in vormodernen medizinischen und literarischen Texten der Muslime. Insbesondere das letzte Kapitel des Buches dient der Beantwortung einer Frage, die er bereits im ersten Buch aufgeworfen hatte, nämlich welche Faktoren ab dem 19. Jh. beim Wandel des Diskurses unter Muslimen über Lust und Sexualität eine Rolle spielten. Hier identifiziert Ghandour vier Hauptfaktoren: den Kolonialismus, das Entstehen repressiver Nationalstaaten, das Aufkommen von Ideologien (arabischer Nationalismus, Salafismus, Islamismus) und die Landflucht.
Das Buch gilt als einer der umfassendsten Texte über Sexualität und Erotik bei Muslimen in deutscher Sprache.

### Positionen
Emanzipation
In seinen Arbeiten vertritt er emanzipatorische Ansätze, so kritisiert er die Bevormundung der Frauen in seinem Buch "Liebe, Sex und Allah":

„Die männliche Dominanz des Diskurses zeigt sich darin, dass über die weibliche Lust gesprochen wurde, ohne die Sichtweise der Frau mit einzubeziehen. Der Mann hat im Lichte seines eigenen Selbstverständnisses die Lust und die Bedürfnisse des anderen Geschlechtes bestimmt. Dieses Phänomen ist nicht etwas typisch Muslimisches, sind doch auch in westlichen Gesellschaften bis heute die männlichen Stimmen dominierend. Beispielsweise wurde die Vergewaltigung in der Ehe erst 1997 in den Vergewaltigungsbegriff der deutschen Gesetzgebung aufgenommen. Der Blick auf das Sexleben der Frauen war von einer Mischung aus damaligen medizinischen Erkenntnissen und Mythen bestimmt, was die Normenfindung der muslimischen Gelehrten entscheidend beeinflusste. Heute gibt es jedoch zahlreiche Stimmen, die das unbedingte männliche Recht auf Sex relativieren. Während die frühen Gelehrten nur über körperliche oder rituelle Hindernisse sprachen, werden heute unter Muslimen auch psychologische Gründe für die Ablehnung des Sexes mit dem Mann genannt. Diese wird allerdings nach wie vor unterschwellig als etwas Verbotenes bzw. Verpöntes angesehen. Dass man jetzt neue Hindernisse in Betracht zieht, geht indes an der eigentlichen Frage vorbei, die in der muslimischen Theologie gestellt werden muss: Warum benötigt das weibliche Nein stets eine Begründung, und warum ist das unbegründete Nein weiterhin ein männliches Privileg? Abgesehen von einzelnen Ausnahmen kennen die Rechtsgelehrten – sowohl früher als auch heute – die Idee des gleichberechtigten weiblichen Subjektes nicht.“

Historische Quellen
Er argumentiert, dass wir bei der Erforschung der muslimischen Theologie und Geschichte nur das Wissen von privilegierten männlichen Gelehrten rekonstruieren, die in städtischen Zentren wirkten. Die Stimme der Marginalisierten, wie etwa der Frauen, kommt in den muslimischen Quellen nicht ausreichend zu Wort. Dies ist jedoch kein typisch muslimisches Phänomen, sondern eine Folge der patriarchalischen Strukturen. In einem Interview für die Süddeutsche wurde der Mangel von Quellen, die die weibliche Lust aus weiblicher Perspektive behandeln, thematisiert.
Anti-Essentialismus
In seiner Arbeit kritisierte er stets essentialistische Ansätze, die Islam als eine Entität betrachten. So betont er z. B. im Nachwort seines Buches "Liebe, Sex und Allah":

„In diesem Buch kam das imaginierte Subjekt Islam nie zu Wort. Es waren stets Muslime, deren Ansichten hier gezeigt wurden, Menschen, die von ihrer Zeit und Welt geprägt waren und es immer noch sind.“

In einem Interview im Deutschlandfunk anlässlich des Erscheinens des Buchs trug Ghandour vor, dass Strafen für Homosexualität im Islam historisch zwar vorhanden waren, aber nicht angewandt wurden. Diese Körperstrafen seien „rein theoretischer Natur“ gewesen. Somit sei der Islam historisch nicht feindlich gegenüber der Homosexualität, weil „die Muslime vor dem 19. Jahrhundert den Begriff Homosexualität gar nicht kannten“. Aber auch, weil der Islam für ihn keine Haltung zeigen kann, da er kein selbst handelndes Subjekt ist.

## Rezeption

### Positive Stimmen
Die Forschung von Ghandour wird von zahlreichen Islamwissenschaftlern, Kulturwissenschaftlern und Theologen rezipiert. So weist Thomas Bauer (Arabist) auf die Arbeit von Ghandour als wissenschaftliche Quelle für das Thema Sexualität im muslimischen Kontext hin. In ihrer Arbeit "Spritzen – Geschichte der weiblichen Ejakulation" über die weibliche Ejakulation wird Ghandour von der Kulturwissenschaftlerin Stephanie Haerdle zitiert. Die Philosophin Bettina Stangneth bezeichnet in ihrem Werk "Sexkultur" das Buch "Liebe, Sex und Allah" als zauberhaft.
In ihrer Rezension des Buches "Liebe, Sex und Allah" für SRF schreibt die Journalistin Nicole Freudiger:

„Das Buch ist spannend geschrieben, leicht lesbar und regt zum Nachdenken an. An gewissen Stellen ist der Autor allerdings unscharf. Die Unterschiede zwischen den verschiedenen Ländern des Nahen Ostens und Nordafrikas interessieren ihn nicht. Seine Konzentration liegt auf dem Vergleich von damals und heute. Eine Entwicklung über den langen Zeitraum vom 7. bis zum 19. Jahrhundert zeichnet er nicht. Wer sich aber überraschen lassen möchte von einem detaillierten Einblick in Sex und Lust in der muslimischen Welt des Mittelalters, kommt bestimmt auf seine Kosten.“

Die Journalistin Nabila Abdel Aziz schrieb über Ghandour in Stern folgendes:

„Ghandour gehört zu einer neuen Generation von Wissenschaftlern, die eine eigene Art islamischen Denkens etablieren wollen. Er ist bekannt dafür, dass er gegen den extremistischen Islam kämpft und zugleich gegen die Engstirnigkeit vieler Gläubiger. Den Muslimen in Deutschland will er zeigen: Du kannst bunt leben und trotzdem ein guter Muslim sein.“

### Negative Stimmen
Sein Buch „Liebe, Sex und Allah: Das unterdrückte erotische Erbe der Muslime“ von 2019 wurde von der Journalistin Eva Berger in der taz eher negativ aufgenommen. Die Rezensentin bescheinigte Ghandour mangelnde historische Expertise. Aus feministischer Perspektive sei das Buch vor allem reaktionär und eine „Apologie der islamischen Glaubensordnung“, deren eigenständiger Sexismus und hausgemachte Frauenfeindlichkeit ausgeblendet werde.

## Schriften
Monografien
- Ali Ghandour: Liebe, Sex und Allah: Das unterdrückte erotische Erbe der Muslime. C.H. Beck, München 2019, ISBN 978-3-406-74175-3.
- Ali Ghandour: Die theologische Erkenntnislehre Ibn al-Arabis. Hamburg: Editio Gryphus, 2018.
- Ali Ghandour: Lust und Gunst, Sex und Erotik bei den muslimischen Gelehrten. Editio Gryphus, Hamburg 2015, ISBN 978-3-9817551-0-7.
- Ali Ghandour: Lust and Grace: Sex and Eroticism in the Works of Muslim Scholars. Hamburg: Editio Gryphus, 2017.
- Ali Ghandour: Fiqh: Einführung in die islamische Normenlehre. Freiburg im Breisgau: Kalam Verlag, 2015.

Herausgeberschaften
- Fahimah Ulfat und Ali Ghandour (Hrsg.): Islamische Bildungsarbeit in der Schule: Theologische und didaktische Überlegungen zum Umgang mit ausgewählten Themen im Islamischen Religionsunterricht. Edition Fachdidaktiken. Springer VS, 2020. doi:10.1007/978-3-658-26720-9.
- Fahimah Ulfat und Ali Ghandour (Hrsg.): Sexualität, Gender und Religion in gegenwärtigen Diskursen: Theologie, Gesellschaft und Bildung. Heidelberg: VS Verlag für Sozialwissenschaften, 2021. doi:10.1007/978-3-658-33759-9.